# Pseudagrion makabusiense
Pseudagrion makabusiense – gatunek ważki z rodziny łątkowatych (Coenagrionidae). Występuje w środkowej i południowej Afryce – od Zambii i południowej Demokratycznej Republiki Konga po północną RPA.
W RPA imago lata od listopada do końca maja. Długość ciała 32–35 mm. Długość tylnego skrzydła 19–20 mm.